# Trixagus seriatus
Trixagus seriatus is een keversoort uit de familie dwergkniptorren (Throscidae). De wetenschappelijke naam van de soort werd in 1942 gepubliceerd door Kenneth Gloyne Blair.